# Коппо, Пьетро

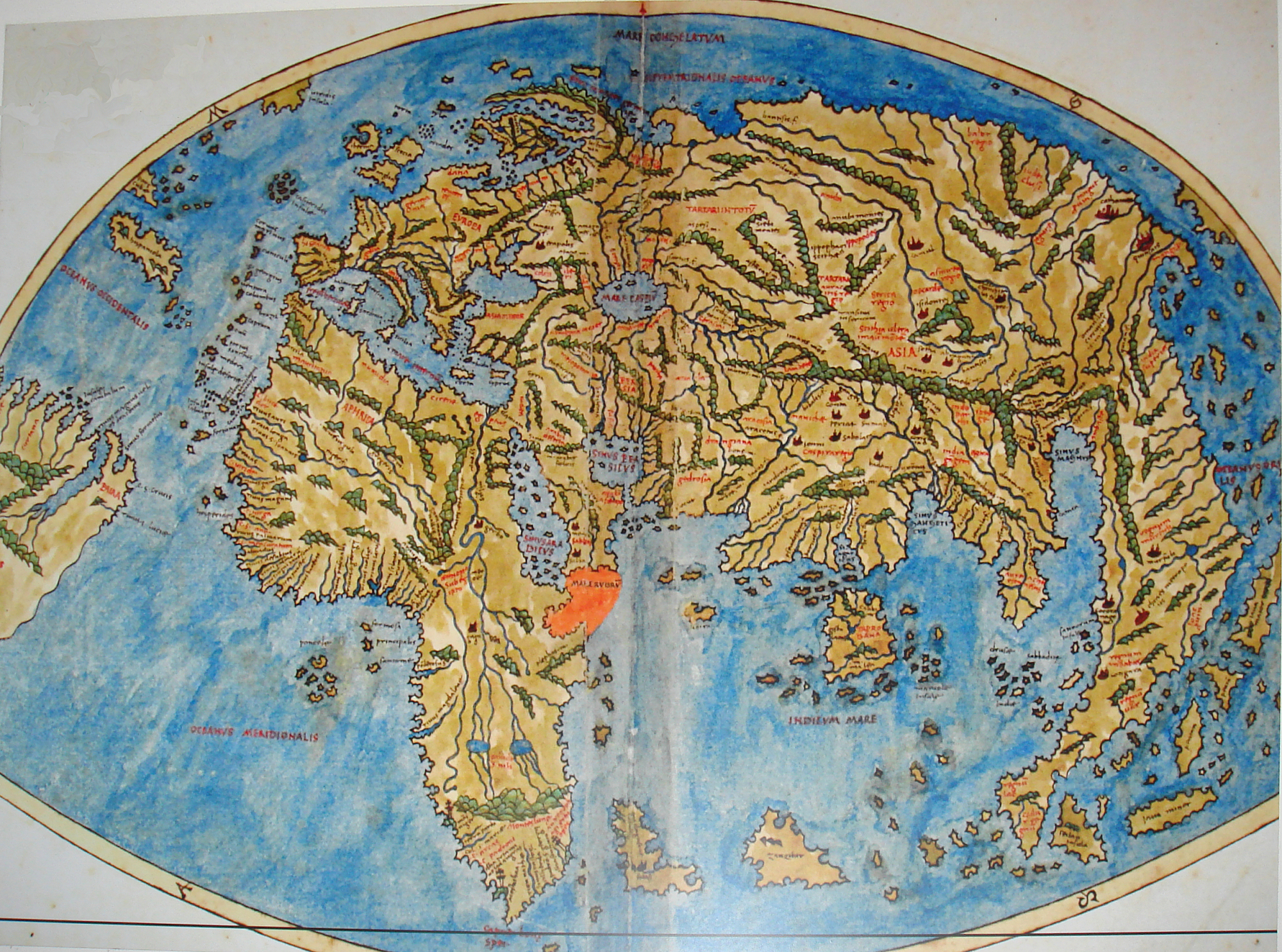
Карта мира Пьетро Коппо

Пьетро Коппо (итал. Pietro Coppo; 1470, Венеция — 1555, Истрия) — итальянский географ и картограф. Известен как автор De toto orbe (1520) — достаточно точного для того времени описания мира, иллюстрированного географическими картами. Кроме того, известен как автор выпущенной в 1528 году лоции Portolano и первого точного описания полуострова Истрия — Del Sito de l’Istria.
Два атласа работы Пьетро Коппо — De Summa totius Orbis и Portolano — изданные одним блоком и отпечатанные с цветными картами (т. н. Пиранский кодекс), хранятся в Морском музее города Пиран (Словения).